# 帕那維亞飛機公司
帕那維亞飛機公司（英文：Panavia Aircraft GmbH）成立於1969年3月29日，是一家由聯邦德國、英國、意大利共同建立的跨國公司。成立之初的目的是各夥伴國合作研發並製造龍卷風戰鬥轟炸機（MRCA項目）。

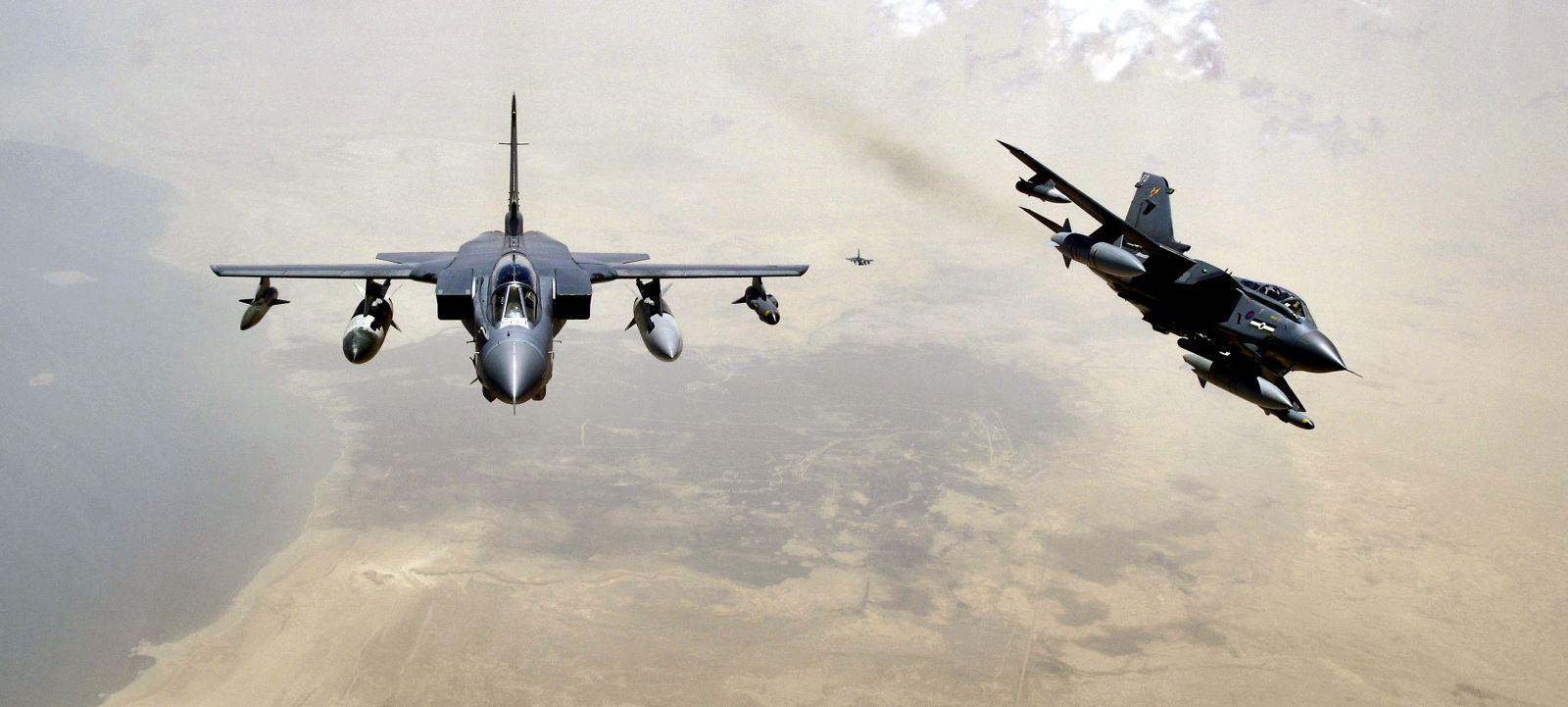
龍卷風戰鬥轟炸機是帕那維亞飛機公司的最主要產品。

## 結構
該公司註冊於西德。自公司成立以來，公司的總部一直設在德國的哈爾貝格莫斯。
現時帕那維亞飛機公司由三個夥伴國共同擁有，包括：

資料來源：
- 42.5%由德國的空中巴士防務和航太公司擁有。（原本為Messerschmitt-Bölkow-Blohm公司，後來經過併購與更名）
- 42.5%由英國的英國航太系統公司擁有。
- 15%由意大利的李奧納多公司擁有。（原本為FIAT Aviazione公司，後來經過併購與更名）

## 歷史
在20世紀60年代末，西德和意大利都需要一架擁有更短程的攻擊機（類似於美國的A-10），而英國則需要更遠程的攻擊機。於是三國在倫敦曾舉行過有關新戰機的合作談判。

### 組織始末
帕那維亞飛機公司成立於1969年，由英國、德國與意大利共同創立。它計劃生產超過1000架的龍捲風戰機。設計之初主要是需要應對來自當時蘇聯的戰鬥機，如米格-25和蘇-15的潛在威脅。最後幾經波折，龍捲風戰機便正式立項。

### 龍捲風戰機

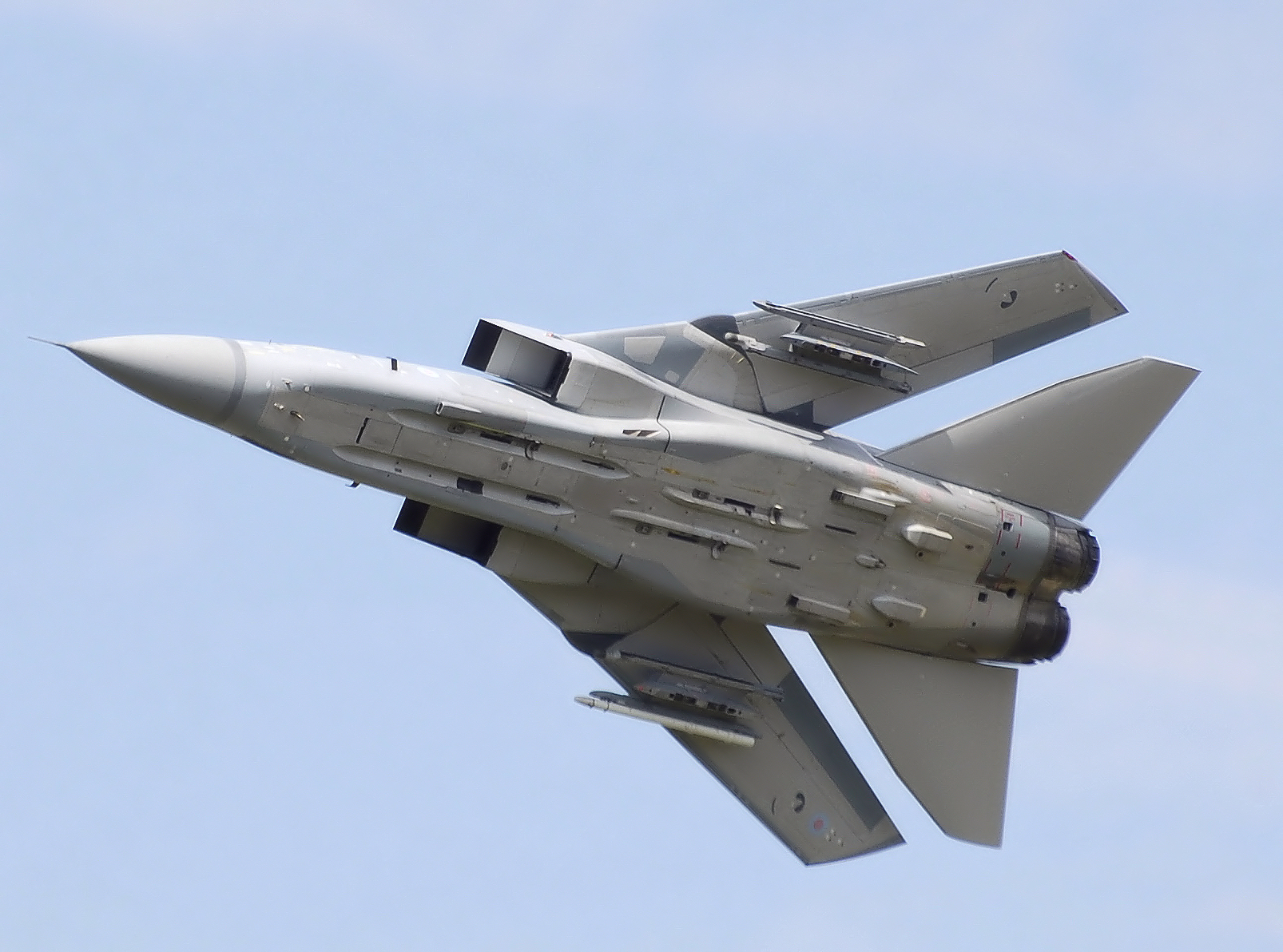
龍卷風戰鬥轟炸機使用可變後掠翼設計。

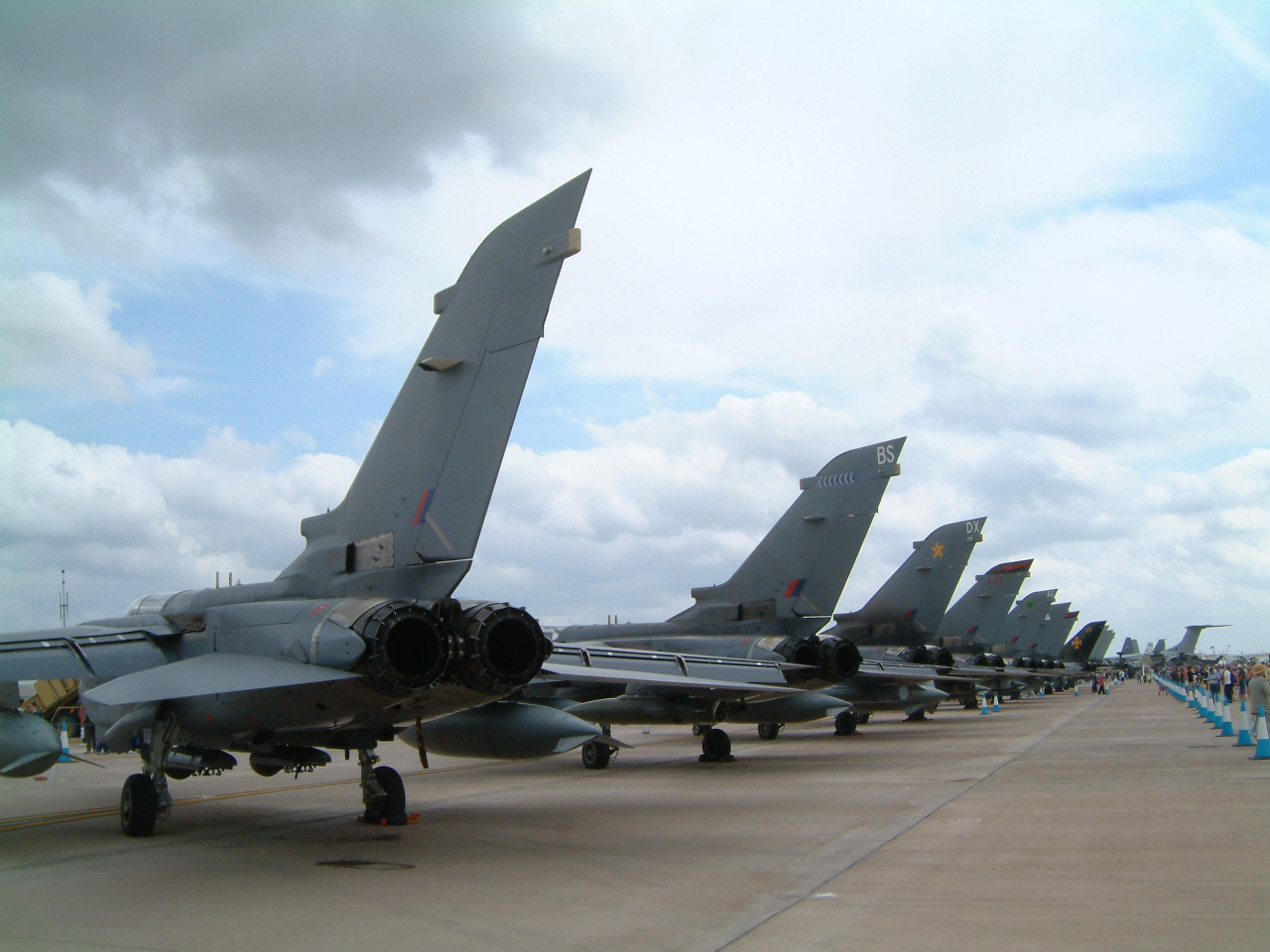
英國皇家空軍的龍卷風戰鬥轟炸機。

龍捲風戰機的設計工作始於1969年至1970年。項目定義階段的結論在1970年5月出爐，概念剔除了二個設計案；德國最初更喜歡同時生產單座Panavia 100和雙座位Panavia 200設計案和後來會成為龍捲風的皇家空軍可翼設計案共三種飛機。
但這時機型單一化成為其他國家的共同結論，因為可以有效減低成本。且皇家空軍此時決定它更需要空優型戰鬥機，和創立名為F2的變形機型。等於要強力主導全部設計，引起德國極大不滿；雖然和德國的會談初期嚴重破裂，但它的缺點迅速折衷成了F3型以符合所有國家的需求。
此後，龍捲風戰機被多次改良，並衍生了多種版本，包括IDS、ADV與ECR三種版本。現在仍然服役於英、德、意空軍中。

### 共同管理
三國首次的合作，為日後歐洲戰機的合作研發帶來了美好的發展。龍捲風戰機的管理模式，被後來稱為歐洲戰鬥機的颱風戰鬥機所延續，其三個夥伴國包括英國、意大利與德國共同建立了歐洲戰機公司，不論組織架構抑或目標都與帕那維亞飛機公司所相似。

## 外部連結
- Panavia 官方網站 （页面存档备份，存于）